# Ивана Шашић
Ивана Шашић (Шабац, 31. октобар 1974) српска је певачица и телевизијска личност. Издала је два студијска албума. Учествовала је у ријалити-такмичењима Фарма и Задруга.

## Биографија
Ивана Шашић је рођена 31. октобра 1974. године у Шапцу. Са певањем је почела 1994. године у Новом Саду, где је тада живела. Певала је у бенду Banana Bugy. Дуго је певала у бенду Цвака-Цвака, сада Mega Mix bend. Године 2001. се сели за Беч, где је дуго наступала. Свој деби албум издаје 2006. године за издавачку кућу Grand Production. Од наредне године, прави паузу и посвећује се породици. Након шест година паузе, издаје албум Жене, жене за кућу Gold Audio Video.
Шашићева је 2015. године била учесница шесте сезоне ријалити-шоуа Фарма, где је избачена 103. дана. Године 2020. постаје учесница ријалити-шоуа Задруга.

## Дискографија
Студијски албуми
- Дошли другови (2006)
- Жене, жене (2012)

## Фестивали
- 2006. Гранд фестивал - Двадесетпет
- 2019. Сабор народне музике Србије, Београд - Ја сам жена, нисам стена, победничка песма
- 2022. Сабор народне музике Србије, Београд - Да је мени